# Boris Khesin
Boris Khesin ou Boris Aronowitsch Chessin (en Russe: Борис Аронович Хесин) est un mathématicien russo-canadien né en 1964. Il a occupé des postes à l'Université de Californie à Berkeley, l'Université Yale et à l'Isaac Newton Institute et enseigne à l'Université de Toronto.

## Biographie
Khesin étudie à l'Université d'État de Moscou où il obtient son diplôme en 1986 puis son doctorat en 1990 sous la direction de Vladimir Arnold avec une thèse sur Normal forms and versal deformations of evolution differential equations).
De 1990 à 1992 il est Morrey Assistant Professor à l'Université de Californie à Berkeley et de 1992 à 1996 Assistant Professor à l'Université Yale. En 1997/98 et en 2012 il travaille à l'Institute for Advanced Study. En 1996 il devient Associate Professor et en 2002 Professeur à l'Université de Toronto.
Il a été chercheur invité à l'Institut Weizmann, à l'Institut Max-Planck de mathématiques , à l'Institut Fields, à l'IHES, au MSRI, au Research Institute for Mathematical Sciences à Kyoto et à l'Université de Tokyo, à l'Isaac Newton Institute et à l'École polytechnique fédérale de Zurich.
Il est co-éditeur des œuvres complètes de Vladimir Arnold.

## Travaux
Khesin travaille sur la Physique mathématique (Hydrodynamique, systèmes intégrables), Analyse globale (géométrie de Poisson, théories de jauge) et groupes de Lie en dimension infinie.
« Le Professeur Khesin est reconnu pour son travail en géométrie de Poisson et en théorie des groupes à dimension infinie, et pour sa remarquable intuition géométrique appliquée aux problèmes d'hydrodynamique topologique et de groupes à double boucle. Il a aussi fait des travaux fondamentaux en théorie des bifurcations. Il a démontré la règle de R. Thom, dite la règle des «sept catastrophes élémentaires», en systèmes dynamiques. De plus, le Professeur Khesin a découvert le «logarithme de la dérivée», notion d'une simplicité élégante fournissant un lien entre la théorie des déterminants et la théorie des systèmes intégrables à dimension infinie. ».

## Publications
- avec Robert Wendt : The geometry of infinite dimensional groups. Springer Verlag, Ergebnisse der Mathematik und ihrer Grenzgebiete, 2009
- avec M. Berger, L. Kauffman, K. Moffatt, R. Ricca, De W. Sumners : Lectures on topological fluid dynamics, Lecture Notes in Mathematics 1973, Springer Verlag 2009
- avec Wladimir Arnold : Topological methods in hydrodynamics. Springer Verlag, 1998
- Topological fluid dynamics. In: Notices of the American Mathematical Society. 2005, Nr. 1, S. 9–19

## Prix et récompenses
En 1998 il reçoit le prix André-Aisenstadt,.
De 1997 à 2001 il est lauréat d'une bourse de recherche Sloan.